# Raffaele Simone
Raffaele Simone (né le 27 mai 1944 à Lecce) est un linguiste et professeur italien. 
Il est l'auteur de plusieurs essais dont Le Monstre doux. L'Occident vire-t-il à droite ? (Il mostro mite. Perché l'Occidente non va a sinistra) paru en 2010 aux éditions Gallimard.

## Biographie
Diplômé en philosophie à Rome en 1966, Raffaele Simone enseigne à l'université de Rome 3 à partir de 1983. Lexicographe, il contribue à la Treccani (encyclopédie italienne). Fondateur de la revue Italiano e oltre (1986-2004). Il écrit aussi dans Il Mulino, Le Débat, ...

## Publications

### Auteur

#### En Italien

##### Linguistique et philosophie
- Per una grammatica nozionale, in AA.VV., La grammatica, Mondadori, Milano 1983;
- Punti di attacco dei clitici in italiano, in Albano Leoni F. e altri, Italia linguistica, Il Mulino, Bologna 1983;
- Maistock. Il linguaggio spiegato da una bambina, La Nuova Italia, Firenze 1988 (trad. spagnola, Gedisa, Barcellona, 1992);
- Il destino internazionale dell'italiano, in V.Lo Cascio (ed.), L'italiano in Europa, Le Monnier, Firenze, 1990;
- Caratteri originali dell'italiano, Istituto della Enciclopedia Italiana, Roma 1991;
- Seicento e Settecento, in Lepschy G. C. , Storia della linguistica, vol. II, Il Mulino, Bologna 1991;
- Fondamenti di linguistica, Laterza, Bari-Roma, 1990;
- Il sogno di Saussure. Otto studi di storia delle idee linguistiche, Laterza, Bari-Roma, 1992;
- Stabilità e instabilità nei caratteri originali dell'italiano, in A. A. Sobrero (a cura di), Introduzione all'italiano contemporaneo, Struttura e variazioni, Laterza, Bari-Roma, 1993, vol. I, p. 41-100;
- L'università dei tre tradimenti, Laterza, Bari-Roma 1993;
- Testo parlato e testo scritto, in de las Nieves Muñiz Muñiz M. (a cura di), La costruzione del testo in italiano. Sistemi costruttivi e testi costruiti, Cesati, Firenze, 1996, p. 23-61;
- Idee per il governo dell'università, Laterza, Bari-Roma 1995;
- Linguaggio, in Enciclopedia delle Scienze Sociali, Istituto della Enciclopedia Italiana, Roma 1995;
- The Body of the Text, in G. Nunberg (ed.), The Future of the Book, California University Press, Berkeley-Los Angeles 1996, p. 239-251;

##### Roman
- Le Passioni Dell'Anima, Garzanti, 2011 (sur la fin de Descartes)

##### Essais politiques
- Il mostro mite. Perché l'Occidente non va a sinistra, Garzanti, 2008
- Presi nella rete. La mente ai tempi del web, Garzanti, 2012
- Come la democrazia fallisce, 2015, Prix du livre européen 2017[3]
- L'ospite e il nemico. La grande migrazione e l'Europa. Garzanti, 2018.

#### traductions en français
- Le Monstre doux : L'Occident vire-t-il à droite ? [« Il mostro mite. Perché l'Occidente non va a sinistra »]  (trad. de l'italien), Paris, Gallimard, 2010, 192 p. (ISBN 978-2-07-012882-2)
- Les passions de l'âme : roman [« Le Passioni Dell'Anima »]  (trad. de l'italien), Paris, Arléa, 2013, 413 p. (ISBN 978-2-36308-033-2)
- Pris dans la toile : L'esprit aux temps du Web [« Presi nella rete. La mente ai tempi del web »]  (trad. de l'italien), Paris, Gallimard, 2012, 272 p. (ISBN 978-2-07-013606-3)
- Si la démocratie fait faillite [« Come la democrazia fallisce »]  (trad. de l'italien), Paris, Gallimard, 2016, 272 p. (ISBN 978-2-07-019699-9), Prix du livre européen 2017[3]
- La Grande Migration et l’Europe, Éditions Gallimard, mai 2021, 327 pages,  (ISBN 2072897165)

### Éditeur
- Alfabeti del sapere, La Nuova Italia, Firenze 1993;
- Iconicity in Language, Benjamins, Amsterdam-Filadelfia 1995;